# Буяк Богдан Богданович
Богдан Богданович Буяк (нар. 26 жовтня 1974, м. Тернопіль, Україна) — український педагог, громадський діяч, політолог, доктор філософських наук (2013), професор (2013), член-кореспондент НАПН України (2019).
Ректор Тернопільського національного педагогічного університету імені Володимира Гнатюка (від 15 грудня 2017).

## Життєпис
Богдан Буяк народився 26 жовтня 1974 року в місті Тернополі в сім'ї службовців.
Закінчив Тернопільську середню школу № 11 (1992), історичний факультет (1997) та аспірантуру (2000) Тернопільського педагогічного інституту. Працював помічником директора ТОВ «Ватра-Арс», завідувачем клубу «Перлина» при палаці культури ВО «Ватра», учителем історії у Прошівській загальноосвітній школі Тернопільського району (1997).
Від 2000 року в Alma-mater: начальник відділу виховної роботи, асистент (від 2001), доцент катедри історії України (від 2005), професор катедри історії України та катедри філософії та економічної теорії (від 2013), проректор із наукової роботи (2006—2008), проректор із наукової роботи та міжнародного співробітництва (від 2008)
8 листопада 2017 року обраний на посаду ректора з результатом 91,86 % від кількості виборців, що взяли участь у голосуванні.

### Наукова діяльність
26 грудня 2001 захистив кандидатську дисертацію «Розвиток промислової сфери в західних областях Української РСР упродовж 1944 — 50-х років (На матеріалах Дрогобицької, Львівської, Станіславської, Тернопільської областей)» за спеціальністю — 07.00.01 — історія України у спеціалізованій вченій раді Чернівецького національного університету імені Юрія Федьковича.
22 січня 2013 року захистив докторську дисертацію з філософських наук за спеціальністю 09.00.10 — філософія освіти на тему: «Світоглядна складова політичної освіти і виховання молоді: функціональний потенціал та перспективи його використання» у спеціалізованій вченій раді Д 64.053.07 у Харківському національному педагогічному університеті імені Г. С. Сковороди.
Активно працює над підвищенням науково-методичного рівня викладання, впроваджує в навчальний процес нові освітні технології, керує магістерськими роботами, підготовкою аспірантів і докторантів. Бере участь в роботі спеціалізованих вчених рад Д 64.053.07 за спеціальностями 09.00.04 — філософська антропологія, філософія культури, 09.00.10 — філософія освіти у Харківському національному педагогічному університеті імені Г.С.Сковороди та Д 58.053.04 за спеціальностями 07.00.01 — історія України; 07.00.02 — всесвітня історія у Тернопільському національному педагогічному університеті імені Володимира Гнатюка.
Автор понад 80 праць, у тому числі 5 монографій, 7 посібників. Член редколегії фахових видань в Україні та за кордоном.
Сфера наукової діяльності — історико-філософських засад розвитку системи вищої освіти, модернізації освітніх систем України і світу, світоглядної складової політичної та історико-патріотичної освіти і виховання молоді, футурології педагогічної освіти, менеджменту та маркетингу освітньо-наукового процесу, новітньої історії України.

### Громадсько-політична діяльність
На місцевих виборах 2015 року був кандидатом у депутати до Тернопільської обласної ради від «Самопомочі» по виборчому округу № 31.

## Нагороди
- почесна грамота Міністерства освіти і науки України (2006);
- «нагрудний знак МОН України «Відмінник освіти» (2007);
- почесна грамота Кабінету Міністрів України (2011);
- відзнака Тернопільської міської ради (2012)[5];
- медаль Академії педагогічних наук України «Ушинський К.Д.» (2020);
- заслужений працівник освіти України (2020)[6].